# Guardian Egyptian
Guardian Egyptian est une famille de polices de caractères égyptiennes et linéales conçues pour le journal anglais The Guardian par Paul Barnes et Christian Schwartz entre 2004 et 2005, sur une commande de Mark Porter (directeur artistique du titre). En 2005, elle compte 96 différentes fontes partagées entre les polices Guardian Egyptian, Guardian Sans, Guardian Text Egyptian, Guardian Text Sans et Guardian Agate. Le site Web et sa version mobile utilisent aussi ses polices. En 2009, la famille est mise en vente au public et compte 135 fontes.